# Juju Factory
Juju Factory è un film del 2006 diretto da Balufu Bakupa-Kanyinda. La pellicola, prodotta in Congo RD, è stata presentata in Italia al 27º Festival di cinema africano di Verona.

## Riconoscimenti
Bakupa-Kanyinda spinge la cinepresa ad esplorare l'intimità di un'artista, i suoi dubbi, le sue crisi; realizzando un film che ha convinto la critica internazionale. Con questo lavoro infatti, ha vinto nel 2007 i festival di Zanzibar e di Innsbruck.

## Trama
Kongo Congo è uno scrittore africano residente a Bruxelles, nel quartiere 'Matonge'. Vive in mezzo agli immigrati, tra le diverse esperienze di esilio e di sradicamento dalla propria terra natale. Il suo editore Joseph D. lo incarica di scrivere un libro sulla comunità congolese, una sorta di guida turistica che possa soddisfare il maggior numero possibile di lettori, senza soffermarsi troppo sugli aspetti storico-politici dell'Africa. Ma Kongo sente la necessità di dare voce a quell'Africa nascosta, quella di cui non si parla mai.